# Strålande tider
Strålande tider är en svensk dokumentärfilm från 1989 i regi av Torgny Schunnesson. Filmen skildrar yrkesgruppen kärnkraftsrallare som reser runt till Sveriges kärnkraftverk och utför revision, det vill säga de "rengör" och i vissa avseenden renoverar reaktorerna. Filmen skildrar främst deras arbetsdag och den ständiga strålningsrisken som de utsätts för.

### Fotnoter
1. ↑  ”Strålande tider”. Svensk Filmdatabas. http://www.sfi.se/sv/svensk-filmdatabas/Item/?itemid=17121&type=MOVIE&iv=Basic&ref=/templates/SwedishFilmSearchResult.aspx?id%3d1225%26epslanguage%3dsv%26searchword%3dstr%C3%A5lande+tider%26type%3dMovieTitle%26match%3dBegin%26page%3d1%26prom%3dFalse. Läst 23 maj 2013.